# امبودیوارا
امبودیوارا (به لاتین: Ambodivoara) یک سکونتگاه مسکونی در ماداگاسکار است که در ساوا (ماداگاسکار) واقع شده‌است.

## خصوصیات
امبودیوارا ۱۰٬۰۰۰ نفر جمعیت دارد و ۱۷۷ متر بالاتر از سطح دریا واقع شده‌است.